# Moreuil Communal Cemetery Allied Extension
Moreuil Communal Cemetery Allied Extension is een begraafplaats gelegen in de Franse plaats Moreuil (Somme). De militaire graven worden onderhouden door de Commonwealth War Graves Commission.
De begraafplaats telt 93 geïdentificeerde Gemenebest graven uit de Eerste Wereldoorlog.